# 格萊納姆 (紐約州)
格萊納姆（英語：Glenham）是位於美國紐約州達奇斯縣的非建制地區。

## 歷史
格萊納姆的郵局自1839年營運至今。

## 地理
格萊納姆所處的海拔為高於海平面78米（即256英呎），而該地所採用的時區為UTC-5，即北美东部时区（EST）。同時該地設有夏令時間，為UTC-5調快一小時，即UTC-4（EDT）。